# Biosferni rezervati v Pakistanu
Biosferni rezervati so ustanovljeni v skladu z Unescovim programom Človek in biosfera (MAB) za spodbujanje trajnostnega razvoja za ohranjanje biološke in kulturne raznovrstnosti. Od leta 2016 sta biosferni rezervat Lal Suhanra in Brinov gozd Ziarat edina dva biosferna rezervata v Pakistanu, ki ju je UNESCO odobril leta 1977 oziroma 2013. Številne pobude in projekti so bili sprejeti za spodbujanje in razvoj drugih biosfernih rezervatov v Pakistanu, vendar zaradi šibkega izvajanja to še ni bilo uresničeno. Julija 2012 sta Pakistanski prirodoslovni muzej in Pekinški prirodoslovni muzej podpisala memorandum o soglasju za delo na področju čezmejne biotske raznovrstnosti in izboljšanje dejavnosti, povezanih z MAB, v regijah Karakorum, Himalaja in Hindukuš.

## Lal Suhanra
Lal Suhanra je biosferni rezervat, ki ga je Unesco priznal leta 1977 in zavarovano območje V. kategorije IUCN. Območje sodeluje tudi pri projektu Trajnostno upravljanje obrobnih suhih območij programa MAB za suha in dezertifikacijo.
Rezervat je v puščavi Čolistan, 36 km vzhodno od Bhavalpurja v Pandžabu v Pakistanu. Območje je ravno in suho s peščenimi sipinami, ki segajo do 4 m v višino in obsegajo 10,0 km². Celotna površina rezervata je 657,91 km², od tega je 179,35 km² osrednjega območja, vključno s 19,35 km² mokrišč, preostalo pa je varovalni pas. Regija ima topel puščavski do polpuščavski ekosistem, podnebje tega območja pa je hipersušno. Povprečna letna količina padavin je od 100 do 250 mm, podtalnica pa je zelo slana.
Mokrišče, jezero Patisar, je bilo sprva zgrajeno kot zbiralnik vode in je bilo pozimi pomemben življenjski prostor za vodne ptice, zdaj pa je v veliki meri prekrito s trstičjem in vodno vegetacijo. V parku je okoli 160 vrst ptic, tudi ovratničarka (Chlamydotis undulata), močvirski lunj, sokol Falco jugger, sokol selec, postovka in egiptovski jastreb (Neophron percnopterus), od katerih so nekatere ogrožene vrste. Sesalci v regiji so indijska antilopa (Antilope cervicapra) in indijski nosorog (Rhinoceros unicornis), ki sta bila kritično ogrožena in skoraj iztrebljena, vendar sta bila ponovno uvedena. V parku najdemo tudi številne vrste kač, vključno verigastega gada (Daboia russelii), naočarko (Naja naja), luskastega gada, kačo volčjak (Lycodon capucinus) in peščenega udava.
Nekateri arheološki ostanki starodavne civilizacije so odkriti ob suhi strugi reke Hakra, ki prečka park. Po statističnih podatkih iz leta 1997 je park vsako leto obiskalo približno 1 milijon domačih in 50.000 tujih turistov. Pandžabska vlada načrtuje pretvorbo narodnega parka Lal Sohanra v safari park za divje živali. Ena izmed vidnejših atrakcij je levji safari, ki gostom omogoča ogled levov v njihovem naravnem okolju od blizu.

## Brinov gozd Ziarat
Brinov gozd Ziarat je biosferni rezervat, ki ga je Unesco priznal leta 2013. To je največji sosednji naravni brinov gozd v Pakistanu. Je tudi drugi najstarejši, za kalifornijskim. Gozdni ekosistem velja za drugega največjega na svetu in je dom nekaterih najstarejših vrst Juniperus excelsa. Gozd ima svetovni pomen, saj velja za bistvenega pomena za skladiščenje ogljika.
Skupna površina rezervata je 1118,52 km², od tega je 112,43 km² osrednjega območja, vključno s 400,9 km² prehodnega območja, preostalih 605,19 km² pa varovalnega pasu.
V tem ekosistemu najdemo veliko pomembnih vrst, vključno z živalmi in pticami, Sulejmanovo vijerogo kozo, urialom, črnim medvedom in volkom, pa tudi bolj pogoste vrste, kot so afganistanska pika, lisica, šakal in več vrst ptic, kot je jerebica čukar. Gozd vsebuje tudi bogato raznolikost rastlinskih vrst medicinskega pomena z več kot 50 odstotki od 54 katalogiziranih vrst, za katere je znano, da imajo medicinsko ali etnobotanično vrednost, ki jih lokalno prebivalstvo uporablja kot domorodno zdravljenje različnih bolezni. V Ziaratu je v izobilju najdena rastlina, imenovana Ephedrasinica, iz katere se ekstrahira kemikalija, imenovana efedrin.

## Dolina Palas
Dolina Palas je potencialni biosferni rezervat, ki je v okrožju Kohistan v provinci Kiber Paktunkva. Dolina je dom redkih in endemičnih divjih živali in rastlin. V dolini je največja populacija ogroženega zahodnega tragopana (Tragopan melanocephalus). Palas prav tako podpira populacijo 7 drugih redkih vrst ptic, vključno s Tytlerjevo listno penico (Phylloscopus tytleri). Leta 2003 je terenska misija izvedla podrobne študije regije, da bi ugotovila njen potencial za območje svetovne dediščine ali biosferni rezervat MAB. Njihova študija je zaključila, da ima regija atribute za biosferni rezervat, vendar obstajajo določena vprašanja, kot sta nadaljnja ohranitev doline in vključevanje lokalnega prebivalstva.